# NK Dravograd
| Radovi u tijeku! |
| Jedan vrijedni suradnik upravo radi na ovom članku! Mole se ostali suradnici da NE UREĐUJU članak dok je ova obavijest prisutna. Koristite stranicu za razgovor ako imate komentare i pitanja u vezi s člankom. Kada radovi budu gotovi predložak će ukloniti suradnik koji ga je postavio na članak! Predložak može svatko ukloniti ako 6 sati nije bilo promjena u članku i njegovoj stranici za razgovor. |

Nogometni klub Dravograd (NK Dravograd; Dravograd; Koroška Dravograd) je nogometni klub iz Dravograda, Regija Koruška, Republika Slovenija. 
 
U sezoni 2024./25. seniori Dravograda se natječu u Premium ligi MNZ Maribor, ligi četvrtog stupnja nogometnog prvenstva Slovenije. 

## Vanjske poveznice
- (slov.) nkdravograd.com, službene stranice
- (slov.) nklub-dravograd.si, wayback arhiva
- (slov.) prvaliga.si, NK DRAVOGRAD (PLT)
- (slov.) nzs.si, NK DRAVOGRAD (2. SNL)
- (slov.) nzs.si, NK DRAVOGRAD (3. SNL Sever)
- (slov.) nzs.si, NK DRAVOGRAD (3. SNL Vzhod)
- (slov.) nzs.si, NK DRAVOGRAD (Pokal)
- (slov.) mnzmaribor.si, Dravograd
- (engl.) int.soccerway.com, NK Koroška Dravograd
- (engl.) sofascore.com, NK Dravograd
- rezulttai.com, Dravograd
- (engl.) futbol24.com, NK Dravograd
- fudbal91.com, Dravograd
- (lit.) futbolas.lietuvai.lt, NK Koroška Dravograd
- (engl.) transfermarkt.com, NK Dravograd
- (engl.) footballdatabase.eu, Dravograd